# Tsyganochka

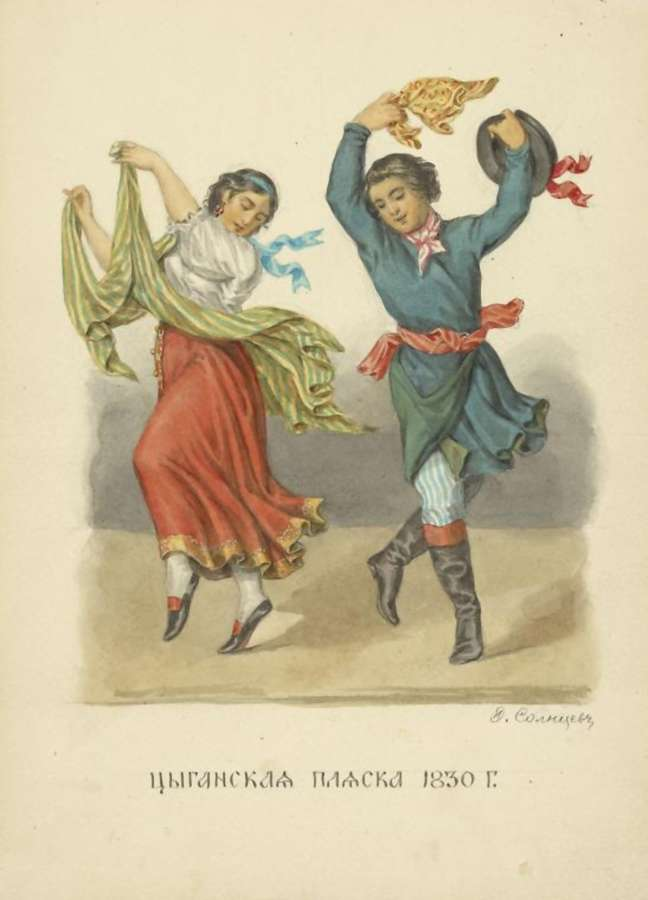
"Danza gitana", Fyodor Solntsev, 1830

Tsyganochka ( en ruso: Цыганочка, "Gitana") es una danza folclórica rusa estilizada según las melodías gitanas rusas.  La música está en tonalidad menor, algo inusual en la danza folclórica rusa, en compás de 4/4.
En la versión común titulada "Цыганочка с выходом" ("Tsyganochka con salida"), el ritmo es lento en un principio y luego se acelera gradualmente. Durante la introducción lenta, el bailarín camina hacia el área de baile, mostrándose, pero sin pasos de baile complicados, y también va aumentando la intensidad de manera progresiva.

## Música
La melodía clásica de Tsyganochka con entrada fue escrita en el siglo XIX por el compositor y director de un coro gitano ruso Ivan Vasilievich Vasiliev, antepasado de Nikolai Vasiliev, un cantante de canciones romaníes rusas.  Ivan escribió la melodía "Цыганская венгерка" ("Gypsy Vengerka", "Danza gitana húngara") para guitarra basada en un verso con el mismo nombre de Apollon Grigoriev, quien era un gran fanático de la música romaní. La canción se hizo popular entre los coros romaníes rusos, en base a la cual se desarrolló una danza, sin coreografía particular. La gente añadió el reconocible estribillo "эх раз еще раз еще много-много раз" ("Eh, otra vez, y una vez más, y muchas, muchas veces más") a los versos de Grigoriev o a sus variaciones, a veces teniendo poco en común con el original.

## Influencia
Hay una serie de televisión rusa de 2008 "Цыганочка с выходом" (de ocho episodios).
Vladimir Vysotsky interpretó una canción "Эх, раз, еще раз..." en estilo tsyganochka en la película de 1967 Brief Encounters. También la actuó en francés ("Rien Ne Va Plus, Rien Ne Va"). La melodía de "tsyganochka" influyó en varias otras canciones de Vysotsky.